# Врублюв
Врублюв (пол. Wróblów) — село в Польщі, у гміні Слава Всховського повіту Любуського воєводства.
Населення — 240 осіб (2011).
У 1975-1998 роках село належало до Зеленогурського воєводства.

## Демографія
Демографічна структура станом на 31 березня 2011 року:
|          | Загалом | Допрацездатний вік | Працездатний вік | Постпрацездатний вік |
| -------- | ------- | ------------------ | ---------------- | -------------------- |
| Чоловіки | 121     | 29                 | 84               | 8                    |
| Жінки    | 119     | 27                 | 74               | 18                   |
| Разом    | 240     | 56                 | 158              | 26                   |